# 塔米姆·安萨里
塔米姆·安萨里（英語：Tamim Ansary，1948年11月4日—）是一位阿富汗裔美国作家，主要作品与穆斯林世界和阿富汗历史有关。此外，塔米姆·安萨里还作为專欄作家参与了微软的百科全书项目Encarta。

## 生平
塔米姆·安萨里出生于阿富汗的喀布尔，高中时移民美国，现于俄勒冈州波特兰的里德学院任职。

## 代表作
- 《喀布尔以西，纽约以东》. Macmillan. 2003  [2020-07-05]. ISBN 978-0-312-42151-9. （原始内容存档于2020-08-10）.
- . Kajakai Press. 2008. ISBN 978-0-615-19737-1.
- . Numina Press. 2009. ISBN 978-0-9753615-0-4. the widow's husband.
- 《中断的天命：穆斯林眼中的世界史》. Basic Civitas Books. 2009. ISBN 978-1-58648-606-8.[]
- 《无规则游戏：阿富汗屡被中断的历史》. Public Affairs. 2012. ISBN 978-1610390941.[]
- . Kajakai Press. 2016  [2020-07-05]. ISBN 978-0578185262. （原始内容存档于2017-03-17）.
- 《人类文明史：什么撬动了世界的沙盘》The Invention of Yesterday: A 50,000-Year History of Human Culture, Conflict, and Connection （页面存档备份，存于）